# Jacques van Oortmerssen
Jacques van Oortmerssen, né le 28 juin 1950 à Rotterdam – mort le 21 novembre 2015 à Heemstede, est un chef d'orchestre, pianiste, organiste et compositeur néerlandais.

## Biographie
Jacques van Oortmerssen a étudié l'orgue au conservatoire de Rotterdam avec André Verwoerd et le piano avec Elly Salomé. Il poursuit ses études d'orgue avec Marie-Claire Alain à Paris et reçoit un Prix d’excellence en 1976.
En 1977, il remporte le premier prix du Concours national d'improvisation à Bolsward et le second prix du concours Tournemire de Saint-Alban. À partir de 1979, il enseigne l'orgue au Conservatoire d'Amsterdam.
En 1982, il a succédé à Gustav Leonhardt en tant qu'organiste titulaire de l'église wallonne d'Amsterdam, où il a joué la partition de Christian Müller de 1734.
Jacques van Oortmerssen était également conférencier, invité dans les universités et les conservatoires, par exemple au Conservatoire national supérieur de musique et de danse de Lyon ou au Royal Northern College of Music de Manchester. Il était président du département études d'orgue (Betts Fellow en études d'orgue) à l'université d'Oxford depuis 1984, membre de l'Académie d'orgue de Falun, en Suède, depuis 1993 et professeur associé de l'Académie Sibelius de Helsinki ainsi que membre du conseil consultatif du centre de l'orgue de l'université de Göteborg, en Suède, et responsable du projet de recherche Bach de celle-ci.
En tant que soliste, Jacques van Oortmerssen a participé à de nombreux festivals internationaux tels que le BBC Proms au Royal Albert Hall de Londres, au Festival du Printemps de Prague, au Festival Bach de l'Église Saint-Thomas de Leipzig et au Festival de la ville de Londres.
Jacques van Oortmerssen a joué dans de nombreux pays : en Europe, au Japon, en Corée du Sud, en Chine, au  Brésil, au  Mexique, aux États-Unis, au Canada, en Afrique du Sud et en  Russie.

## Discographie
- The Arp Schnitger organ at the St Cosmae Church in Stade. St. Cosmae, Stade. 1987. Denon 33C37-7492
- J.S. Bach Organ Works Vol. I. 1995. Vanguard Classics 99101
- J.S. Bach Organ Works Vol. II. 1995. Vanguard Classics 99102
- J.S. Bach Organ Works Vol. III. 1997. Vanguard Classics 99103
- J.S. Bach Organ Works Vol. IV. 1997. Vanguard Classics 99104
- J.S. Bach Organ Works Vol. V. 2001. Vanguard Classics 99105
- J.S. Bach Organ Works Vol. VI. 2001. Challenge Classics, CC 72096
- J.S. Bach Organ Works Vol. VII. Challenge Classics, CC 72108
- J.S. Bach Organ Works Vol. VIII. 2007. Challenge Classics, CC 72153
- J.S. Bach Organ Works Vol. IX. 2008. Challenge Classics, CC 72175
- C.P.E. Bach: The Organ Works. 1992. BIS CD-569
- Johannes Brahms: The Complete Organ Music CD. 1994. BIS CD-479
- Dutch chamber organs from the Haags Gemeentemuseum. 1994. Technosonic PSCD25 (C.P.E. Bach, J.S. Bach, G.F. Händel, J. Haydn, W.A. Mozart, C.F. Ruppe)
- French Romantic Masterpieces. Vanguard Classics 99060
- Historical organ at the S Nicolas Bovenkerk in Kampen. 1994. Denon 38C37-7120 (J.S. Bach, D. Buxtehude, J.P. Kellner, J.L. Krebs)
- Historical organ at the Waalse Kerk in Amsterdam. 1987. Denon 33C37-7376 (J.S. Bach)
- Jacques van Oortmerssen „Live at St. Bavo“. 1997. Challenge Classics (J.S. Bach, W.A. Mozart, M. Dupré, J. van Oortmerssen)
- W.A. Mozart: Transcriptions for Organ Duet. 1996. BIS 418 (H. van Nieuwkoop und J. van Oortmerssen)
- The Organ of Sint Lambertus, Helmond, the Netherlands. 1996. BIS 316 (J. van Oortmerssen)
- J. P. Sweelinck: Organ works. 1987. Denon 38C37-7024

## Compositions pour orgue
- Rondeau Reconstructie, Donemus, Amsterdam, 1975.
- Fata Morgana, Boeijenga, Sneek, 1991.
- Five Chorale Preludes Tactus, 1995.
- Nun ruhen alle Wälder, Choralvorspiel im Orgelbüchlein-Projekt, 2012[2]